# Niemcy na Zimowych Igrzyskach Olimpijskich 2010

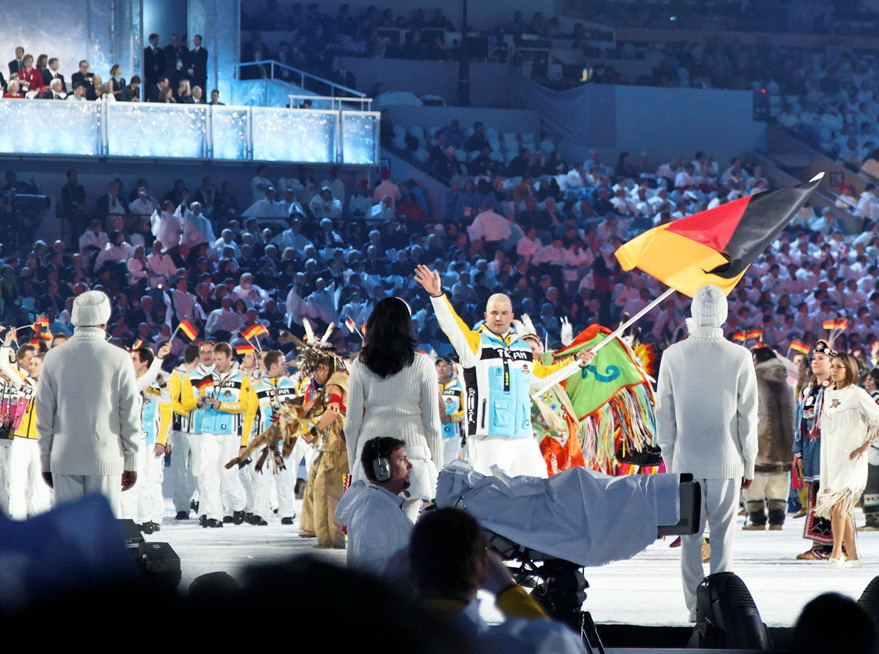
Reprezentacja Niemiec podczas uroczystości otwarcia igrzysk

Niemcy na Zimowych Igrzyskach Olimpijskich 2010 reprezentowało 152 zawodników.

## Medale
| Medal  | Zawodnik                                                                            | Dyscyplina sportowa   | Konkurencja                               |
| ------ | ----------------------------------------------------------------------------------- | --------------------- | ----------------------------------------- |
| Złoto  | Felix Loch                                                                          | Saneczkarstwo         | Jedynki mężczyzn                          |
| Złoto  | Magdalena Neuner                                                                    | Biathlon              | Bieg pościgowy kobiet                     |
| Złoto  | Tatjana Hüfner                                                                      | Saneczkarstwo         | Jedynki kobiet                            |
| Złoto  | Maria Riesch                                                                        | Narciarstwo alpejskie | Superkombinacja kobiet                    |
| Złoto  | Magdalena Neuner                                                                    | Biathlon              | Bieg masowy kobiet                        |
| Złoto  | André Lange Kevin Kuske                                                             | Bobsleje              | Dwójki mężczyzn                           |
| Złoto  | Evi Sachenbacher-Stehle Claudia Nystad                                              | Biegi narciarskie     | Sprint drużynowy stylem dowolnym kobiet   |
| Złoto  | Viktoria Rebensburg                                                                 | Narciarstwo alpejskie | Slalom gigant kobiet                      |
| Złoto  | Maria Riesch                                                                        | Narciarstwo alpejskie | Slalom kobiet                             |
| Złoto  | Daniela Anschütz-Thoms Stephanie Beckert Anni Friesinger-Postma Katrin Mattscherodt | Łyżwiarstwo szybkie   | Bieg drużynowy kobiet                     |
| Srebro | Magdalena Neuner                                                                    | Biathlon              | Sprint kobiet                             |
| Srebro | Stephanie Beckert                                                                   | Łyżwiarstwo szybkie   | 3000 m kobiet                             |
| Srebro | David Möller                                                                        | Saneczkarstwo         | Jedynki mężczyzn                          |
| Srebro | Jenny Wolf                                                                          | Łyżwiarstwo szybkie   | 500 m kobiet                              |
| Srebro | Kerstin Szymkowiak                                                                  | Skeleton              | Kobiety                                   |
| Srebro | Tobias Angerer                                                                      | Biegi narciarskie     | Bieg łączony mężczyzn                     |
| Srebro | Thomas Florschütz Richard Adjei                                                     | Bobsleje              | Dwójki mężczyzn                           |
| Srebro | Michael Neumayer Andreas Wank Martin Schmitt Michael Uhrmann                        | Skoki narciarskie     | Konkurs drużynowy                         |
| Srebro | Tim Tscharnke Axel Teichmann                                                        | Biegi narciarskie     | Sprint drużynowy stylem dowolnym mężczyzn |
| Srebro | Stephanie Beckert                                                                   | Łyżwiarstwo szybkie   | 5000 m kobiet                             |
| Srebro | Katrin Zeller Evi Sachenbacher-Stehle Miriam Gössner Claudia Nystad                 | Biegi narciarskie     | Sztafeta kobiet                           |
| Srebro | André Lange René Hoppe Kevin Kuske Martin Putze                                     | Bobsleje              | Dwójki mężczyzn                           |
| Srebro | Axel Teichmann                                                                      | Biegi narciarskie     | 50 km stylem klasycznym mężczyzn          |
| Brąz   | Alona Sawczenko Robin Szolkowy                                                      | Łyżwiarstwo figurowe  | Pary sportowe                             |
| Brąz   | Natalie Geisenberger                                                                | Saneczkarstwo         | Jedynki kobiet                            |
| Brąz   | Patric Leitner Alexander Resch                                                      | Saneczkarstwo         | Dwójki mężczyzn                           |
| Brąz   | Anja Huber                                                                          | Skeleton              | Kobiety                                   |
| Brąz   | Simone Hauswald                                                                     | Biathlon              | Bieg masowy kobiet                        |
| Brąz   | Simone Hauswald Kati Wilhelm Martina Beck Andrea Henkel                             | Biathlon              | Sztafeta kobiet                           |
| Brąz   | Johannes Rydzek Tino Edelmann Eric Frenzel Björn Kircheisen                         | Kombinacja norweska   | Konkurs drużynowy                         |

## Wyniki reprezentantów Niemiec

### Biathlon
Mężczyźni
- Andreas Birnbacher

sprint 10 km - 23. miejsce
bieg pościgowy 12,5 km - 13. miejsce
bieg indywidualny - 12. miejsce
bieg masowy - 15. miejsce
- Michael Greis

sprint 10 km - 21. miejsce
bieg pościgowy 12,5 km – 5. miejsce
bieg indywidualny - 10. miejsce
bieg masowy - 10. miejsce
- Arnd Peiffer

sprint 10 km - 37. miejsce
bieg pościgowy 12,5 km - 37. miejsce
bieg masowy 12,5 km - 17. miejsce
- Christoph Stephan

sprint 10 km - 19. miejsce
bieg pościgowy 12,5 km - 30. miejsce
bieg indywidualny - 29. miejsce
bieg masowy - 23. miejsce
- Alexander Wolf

bieg indywidualny - 24. miejsce
- Simon Schempp
Andreas Birnbacher
Arnd Peiffer
Michael Greis

sztafeta – 5. miejsce
Kobiety
- Martina Beck

bieg indywidualny 15 km - 29. miejsce
- Simone Hauswald

sprint 7,5 km - 26. miejsce
bieg pościgowy 10 km - 16. miejsce
bieg masowy 12,5 km – 
- Andrea Henkel

sprint 7,5 km - 27. miejsce
bieg pościgowy 10 km - 10. miejsce
bieg indywidualny 15 km – 6. miejsce
bieg masowy 12,5 km - 9. miejsce
- Kati Wilhelm

sprint 7,5 km - 30. miejsce
bieg pościgowy 10 km - 12. miejsce
bieg indywidualny 15 km - 4. miejsce
bieg masowy 12,5 km - 25. miejsce
- Magdalena Neuner

sprint 7,5 km – 
bieg pościgowy 10 km – 
bieg indywidualny 15 km - 10. miejsce
bieg masowy 12,5 km – 
- Kati Wilhelm
Simone Hauswald
Martina Beck
Andrea Henkel

sztafeta – 

### Biegi narciarskie
Mężczyźni
- Tobias Angerer

15 km stylem dowolnym - 7. miejsce
Bieg łączony – 
50 km stylem klasycznym - 4. miejsce
- Jens Filbrich

Bieg łączony – 6. miejsce
50 km stylem klasycznym - 16. miejsce
- Tom Reichelt

15 km stylem dowolnym - 46. miejsce
Bieg łączony - 35. miejsce
- René Sommerfeldt

15 km stylem dowolnym - 36. miejsce
Bieg łączony - 21. miejsce
50 km stylem klasycznym - 21. miejsce
- Axel Teichmann

15 km stylem dowolnym - 44. miejsce
50 km stylem klasycznym – 
- Tim Tscharnke

Sprint stylem klasycznym - 33. miejsce
- Josef Wenzl

Sprint stylem klasycznym - 31. miejsce
- Tim Tscharnke
Axel Teichmann

Sprint drużynowy stylem dowolnym – 
- Jens Filbrich
Axel Teichmann
René Sommerfeldt
Tobias Angerer

sztafeta – 6. miejsce
Kobiety
- Stefanie Böhler

10 km stylem dowolnym - 23. miejsce
Bieg łączony - 36. miejsce
30 km stylem klasycznym - 18. miejsce
- Nicole Fessel

Sprint stylem klasycznym - 17. miejsce
Bieg łączony - 22. miejsce
- Miriam Gössner

10 km stylem dowolnym - 21. miejsce
- Hanna Kolb

Sprint stylem klasycznym - 25. miejsce
- Claudia Nystad

10 km stylem dowolnym - 16. miejsce
- Evi Sachenbacher-Stehle

10 km stylem dowolnym - 12. miejsce
Bieg łączony - 11. miejsce
30 km stylem klasycznym - 4. miejsce
- Katrin Zeller

Sprint stylem klasycznym - 14. miejsce
Bieg łączony - 24. miejsce
30 km stylem klasycznym - 20. miejsce
- Evi Sachenbacher-Stehle
Claudia Nystad

Sprint drużynowy stylem dowolnym – 
- Katrin Zeller
Evi Sachenbacher-Stehle
Miriam Gössner
Claudia Nystad

sztafeta – 

### Bobsleje
Kobiety
- Sandra Kiriasis
Christin Senkel

Dwójki - 4. miejsce
- Cathleen Martini
Romy Logsch

Dwójki - DSQ
- Claudia Schramm
Janine Tischer

Dwójki - 7. miejsce
Mężczyźni
- Karl Angerer
Alexander Mann

Dwójki - 9. miejsce
- Thomas Florschütz
Richard Adjei

Dwójki – 
- André Lange
Kevin Kuske

Dwójki – 
- Karl Angerer
Andreas Bredau
Alexander Mann
Gregor Bermbach

Czwórki - 7. miejsce
- Thomas Florschütz
Ronny Listner
Andreas Barucha
Richard Adjei

Czwórki - 4. miejsce
- André Lange
Kevin Kuske
Alexander Rödiger
Martin Putze

Czwórki – 

### Curling
Kobiety – 6. miejsce
| Imię i nazwisko   | Pozycja     |
| ----------------- | ----------- |
| Andrea Schöpp     | Skip        |
| Stella Heiß       | Otwierająca |
| Melanie Robillard | Trzecia     |
| Corinna Scholz    | Rezerwowa   |
| Monika Wagner     | Druga       |

Mężczyźni – 6. miejsce
| Imię i nazwisko | Pozycja     |
| --------------- | ----------- |
| Andreas Kapp    | Skip        |
| Daniel Herberg  | Rezerwowy   |
| Holger Höhne    | Drugi       |
| Andreas Kempf   | Otwierający |
| Andreas Lang    | Trzeci      |

### Hokej na lodzie
Mężczyźni
- Michael Bakos, Sven Butenschön, Christian Ehrhoff, Sven Felski, Jakub Ficenec, Marcel Goc, Thomas Greilinger, Thomas Greiss, Jochen Hecht, Korbinian Holzer, Kai Hospelt, Manuel Klinge, T.J. Mulock, Marcel Müller, Dimitri Pätzold, André Rankel, Chris Schmidt, Dennis Seidenberg, Marco Sturm, Alexander Sulzer, John Tripp, Michael Wolf – 6. miejsce

### Kombinacja norweska
Mężczyźni
- Tino Edelmann

Gundersen HS106 – 18. miejsce
Gundersen HS140 – 29. miejsce
- Eric Frenzel

Gundersen HS106 – 10. miejsce
Gundersen HS140 – 40. miejsce
- Georg Hettich

Gundersen HS140 – 24. miejsce
- Björn Kircheisen

Gundersen HS106 – 22. miejsce
Gundersen HS140 – 20. miejsce
- Johannes Rydzek

Gundersen HS106 – 28. miejsce
- Johannes Rydzek
Tino Edelmann
Eric Frenzel
Björn Kircheisen

Drużynowo – 

### Łyżwiarstwo figurowe
Kobiety
- Sarah Hecken

solistki - 18. miejsce
Mężczyźni
- Stefan Lindemann

soliści - 22. miejsce
Pary
- Alona Sawczenko
Robin Szolkowy

Pary sportowe – 
- Maylin Hausch
Daniel Wende

Pary sportowe - 17. miejsce
- Christina Beier
William Beier

Pary taneczne - 18. miejsce

### Łyżwiarstwo szybkie
Mężczyźni
- Patrick Beckert

5000 m - 22. miejsce
- Nico Ihle

500 m - 18. miejsce
1000 m - 25. miejsce
- Robert Lehmann

5000 m - 26. miejsce
- Samuel Schwarz

500 m - 23. miejsce
1000 m - 16. miejsce
1500 m - 32. miejsce
- Marco Weber

5000 m - 23. miejsce
10000 m - 10. miejsce
Kobiety
- Monique Angermüller

500 m - 11. miejsce
1000 m - 22. miejsce
1500 m - 13. miejsce
- Daniela Anschütz-Thoms

1500 m - 10. miejsce
3000 m - 4. miejsce
5000 m - 4. miejsce
- Stephanie Beckert

3000 m – 
5000 m – 
- Anni Friesinger-Postma

1000 m - 14. miejsce
1500 m - 9. miejsce
- Judith Hesse

500 m - 28. miejsce
- Katrin Mattscherodt

3000 m - 13. miejsce
5000 m - DSQ
- Isabell Ost

1500 m - 22. miejsce
- Jenny Wolf

500 m – 
1000 m - 17. miejsce
- Daniela Anschütz-Thoms
Stephanie Beckert
Anni Friesinger-Postma
Katrin Mattscherodt

Bieg drużynowy kobiet – 

### Narciarstwo alpejskie
Kobiety
- Fanny Chmelar

slalom − DNF
- Christina Geiger

slalom – 14. miejsce
- Kathrin Hölzl

gigant – 6. miejsce
- Viktoria Rebensburg

supergigant - 28. miejsce
gigant – 
- Maria Riesch

zjazd – 8. miejsce
supergigant - 8. miejsce
gigant - 10. miejsce
slalom – 
superkombinacja – 
- Susanne Riesch

slalom − DNF
- Gina Stechert

zjazd – 10. miejsce
supergigant - 15. miejsce
superkombinacja − DNF
Mężczyźni
- Stephan Keppler

zjazd – 24. miejsce
supergigant − DNF
superkombinacja - 24. miejsce
- Felix Neureuther

gigant - 8. miejsce
slalom − DNF

### Narciarstwo dowolne
Kobiety
- Julia Manhard

ski cross - 25. miejsce
- Anna Wörner

ski cross - 17. miejsce
- Heidi Zacher

ski cross - 20. miejsce
Mężczyźni
- Martin Fiala

ski cross - 31. miejsce
- Simon Stickl

ski cross - 19. miejsce

### Saneczkarstwo
Kobiety
- Natalie Geisenberger

jedynki – 
- Tatjana Hüfner

jedynki – 
- Anke Wischnewski

jedynki – 5. miejsce
Mężczyźni
- Andi Langenhan

jedynki – 5. miejsce
- Felix Loch

jedynki – 
- David Möller

jedynki – 
- Patric Leitner
Alexander Resch

dwójki – 
- André Florschütz
Torsten Wustlich

dwójki – 5. miejsce

### Short track
Kobiety
- Aika Klein

500 m - 27. miejsce
1000 m - 16. miejsce
1500 m - 33. miejsce
Mężczyźni
- Paul Herrmann

1000 m - 25. miejsce
1500 m - 29. miejsce
- Tyson Heung

500 m – 5. miejsce
1000 m - 12. miejsce
1500 m - 23. miejsce
- Sebastian Praus

1500 m - 11. miejsce
- Robert Seifert

500 m - 18. miejsce
- Paul Herrmann
Tyson Heung
Sebastian Praus
Robert Seifert

Sztafeta - 7. miejsce

### Skeleton
Kobiety
- Anja Huber –

- Kerstin Szymkowiak –

- Marion Trott – 8. miejsce

Mężczyźni
- Michi Halilović – 13. miejsce

- Frank Rommel – 7. miejsce

- Sandro Stielicke – 10. miejsce

### Skoki narciarskie
Mężczyźni
- Pascal Bodmer

skocznia normalna - 32. miejsce
- Michael Neumayer

skocznia normalna - 16. miejsce
skocznia duża – 6. miejsce
- Martin Schmitt

skocznia normalna - 10. miejsce
skocznia duża - 30. miejsce
- Michael Uhrmann

skocznia normalna – 5. miejsce
skocznia duża - 25. miejsce
- Andreas Wank

skocznia duża - 28. miejsce
- Michael Neumayer
Andreas Wank
Martin Schmitt
Michael Uhrmann

Drużynowo – 

### Snowboard
Kobiety
- Selina Jörg

gigant równoległy - 4. miejsce
- Anke Karstens

gigant równoległy – 5. miejsce
- Amelie Kober

gigant równoległy - 8. miejsce
- Isabella Laböck

gigant równoległy - 15. miejsce
Mężczyźni
- Patrick Bussler

gigant równoległy - 16. miejsce
- David Speiser

snowboardcross - 8. miejsce
- Konstantin Schad

snowboardcross - 33. miejsce
- Christophe Schmidt

Halfpipe - 20. miejsce